# Конгур (ледник)
Конгур (на английски: Kongur Glacier) е ледник, разположен на северозападните склонове на хребета Имеон на остров Смит от Южните Шетландски острови в Антарктика.

## Местоположение
Намира се югозападно от ледника Сапарево и североизточно от ледника Дългопол. Спуска се западно от връх Кристи, оттича се в северозападна посока и се влива в протока Дрейк. Дължината му е 2,7 км.
Географските координати на ледника Конгур са 62°54′23″ ю. ш. 62°25′48″ з. д. / 62.906389° ю. ш. 62.43° з. д.

## Произход на името
Наименуван на върха Конгур в планината Беласица и едноименния природен резерват. Името е официално дадено на 4 септември 2008 година.

## Карти
- Chart of South Shetland including Coronation Island, &c. from the exploration of the sloop Dove in the years 1821 and 1822 by George Powell Commander of the same. Scale ca. 1:200000. London: Laurie, 1822.
- L.L. Ivanov. Antarctica: Livingston Island and Greenwich, Robert, Snow and Smith Islands. Scale 1:120000 topographic map. Troyan: Manfred Wörner Foundation, 2010. ISBN 978-954-92032-9-5 (First edition 2009. ISBN 978-954-92032-6-4)
- South Shetland Islands: Smith and Low Islands. Scale 1:150000 topographic map No. 13677. British Antarctic Survey, 2009.
- Antarctic Digital Database (ADD). Scale 1:250000 topographic map of Antarctica. Scientific Committee on Antarctic Research (SCAR). Since 1993, regularly upgraded and updated.
- L.L. Ivanov. Antarctica: Livingston Island and Smith Island. Scale 1:100000 topographic map. Manfred Wörner Foundation, 2017. ISBN 978-619-90008-3-0